# سيدان (صوماي برادوست)
سيدان هي قرية في مقاطعة أرومية، إيران. عدد سكان هذه القرية هو 1,220 في سنة 2006.